# حسین امانت
حسین امانت (زادهٔ ۲۸ شهریورِ ۱۳۲۱) طراح و معمار ایرانی مقیم کشور کانادا است. معروف‌ترین اثر حسین امانت برج آزادی است که در شهر تهران قرار دارد و به عنوان «نماد پایتخت» شناخته می‌شود.

## زندگی
حسین امانت در یک خانوادهٔ بهایی به دنیا آمد. پدرش موسی امانت و برادرش عبّاس امانت است. خانوادهٔ پدر حسین امانت اهل کاشان بودند و از طرف مادر نیمه همدانی-نیمه کاشانی است. حسین امانت دانش‌آموخته دانشکدهٔ هنرهای زیبا دانشگاه تهران و از شاگردان حیدر غیایی و هوشنگ سیحون بوده‌است. حسین امانت در سال تحصیلی ۱۳۳۹-۱۳۳۸ از دبیرستان البرز در تهران دیپلم رشته ریاضی فیزیک را گرفت. برادرش عباس امانت در سال تحصیلی ۱۳۴۵-۱۳۴۴ از دبیرستان البرز در تهران دیپلم طبیعی گرفت.

## برج آزادی
حسین امانت طراح برج آزادی در تهران است که به مناسبت یادبود جشن‌های ۲۵۰۰ سالهٔ شاهنشاهی ایران و به عنوان نمادی از «ایران مدرن» و نشانی از «دروازه تمدن بزرگ» در اواسط قرن چهاردهم هجری خورشیدی ساخته شد. وی برندهٔ مسابقهٔ طراحی ای شد که در سال ۱۳۴۵، با عنوان «آگهی مسابقه طرح ساختمان شهیاد آریامهر» در نشریات زمان چاپ شده بود. او همچنین طراح و معمار ساختمان‌های اولیهٔ دانشگاه صنعتی شریف و بسیاری از سازه‌های دیگر در ایران و جهان است.
به گفته حسین امانت، تهیهٔ سنگ‌های این برج به دلیل پیچیدگی در نوع انحنای پایه‌های برج، کار سخت و پیچیده ای بود و برای رفع این مشکل به «غفار داورپناه»، پدر سنگبری نوین ایران و صاحب کارخانه سنگبری «ساخارا»، روی آورد و توسط غفار، با قنبر رحیمی آشنا گشت تا بهترین و مرغوبترین سنگ ها را از دل معادن سنگ انتخاب کنند. نصب سنگهای برج نیز به عهدهٔ «محمد علی قدسی»، صاحب کارخانه‌های سنگبری «اتفاق» و «اتفاق نو»، گذاشته شد.
پس از پروژهٔ «برج شهیاد» که پس از انقلاب ۱۳۵۷ «برج آزادی» نامیده شد و «دانشگاه صنعتی آریامهر» که بعد از انقلاب ۱۳۵۷ «دانشگاه صنعتی شریف»، نظارت و سرپرستی ساخت موزه پاسارگاد در نزدیکی آرامگاه کوروش بزرگ به او واگذار شد. ساخت این موزه زیرزمینی با وقوع انقلاب اسلامی متوقف شد. امانت همچنین معمار و طراح ساختمان سازمان میراث فرهنگی، چندین مدرسه، کتابخانه و یک شهرک تفریحی در کنارهٔ دریای خزر بوده‌ است. او بعدها با گسترش کار خویش، بناهایی را در خارج از کشور نیز طراحی نمود از جمله بنای سفارت ایران در پکن که متمایزترین سفارتخانه ناحیه دیپلماتیک در پکن است.

## دیگر آثار
- ساختمان ابن سینا در دانشگاه صنعتی شریف (آریامهر سابق) در سال ۱۳۵۴[۱۳]
- دانشکده مدیریت دانشگاه تهران[۱۴]
- ساختمان سازمان میراث فرهنگی، صنایع دستی و گردشگری (مرکز صنایع دستی سابق) در سال ۱۳۶۳ (تکمیل شده)
- ساختمان سفارت ایران در پکن در سال ۱۳۶۲ (تکمیل شده)[۱۵]
- مرکز بهاییان در ایالات ویرجینیا در آمریکا [۱۶]
- مرکز بهاییان در ایالات تگزاس در آمریکا[۱۶]
- ساختمان مقر بیت العدل اعظم از ساختمان‌های حول مقام اعلی، بارگاه باب در حیفا[۳]
- دارالتبلیغ بین‌المللی از ساختمان‌های حول قوس مقام اعلی
- محفظه آثار بهایی از ساختمان‌های حول قوس مقام اعلی
- مشرق‌الاذکار در ساموآ
- مرکز آموزش بین‌المللی بهاییت در حیفا، اسرائیل در سال ۲۰۰۱ میلادی (از مجموعه ساختمان‌های مقر بیت العدل اعظم)[۱۶]
- کتابخانه مرکزی دانشگاه سیچوآن در پکن در چین در سال ۲۰۰۵ میلادی[۱۷]
- ساختمان مرکزی رادیو و تلویزیون در پکن در چین در سال ۲۰۱۱ میلادی [۱۸]
- یادمان ملی هولوکاست در اتاوا در کانادا در سال ۲۰۱۴ میلادی [۱۹]

## نگارخانه

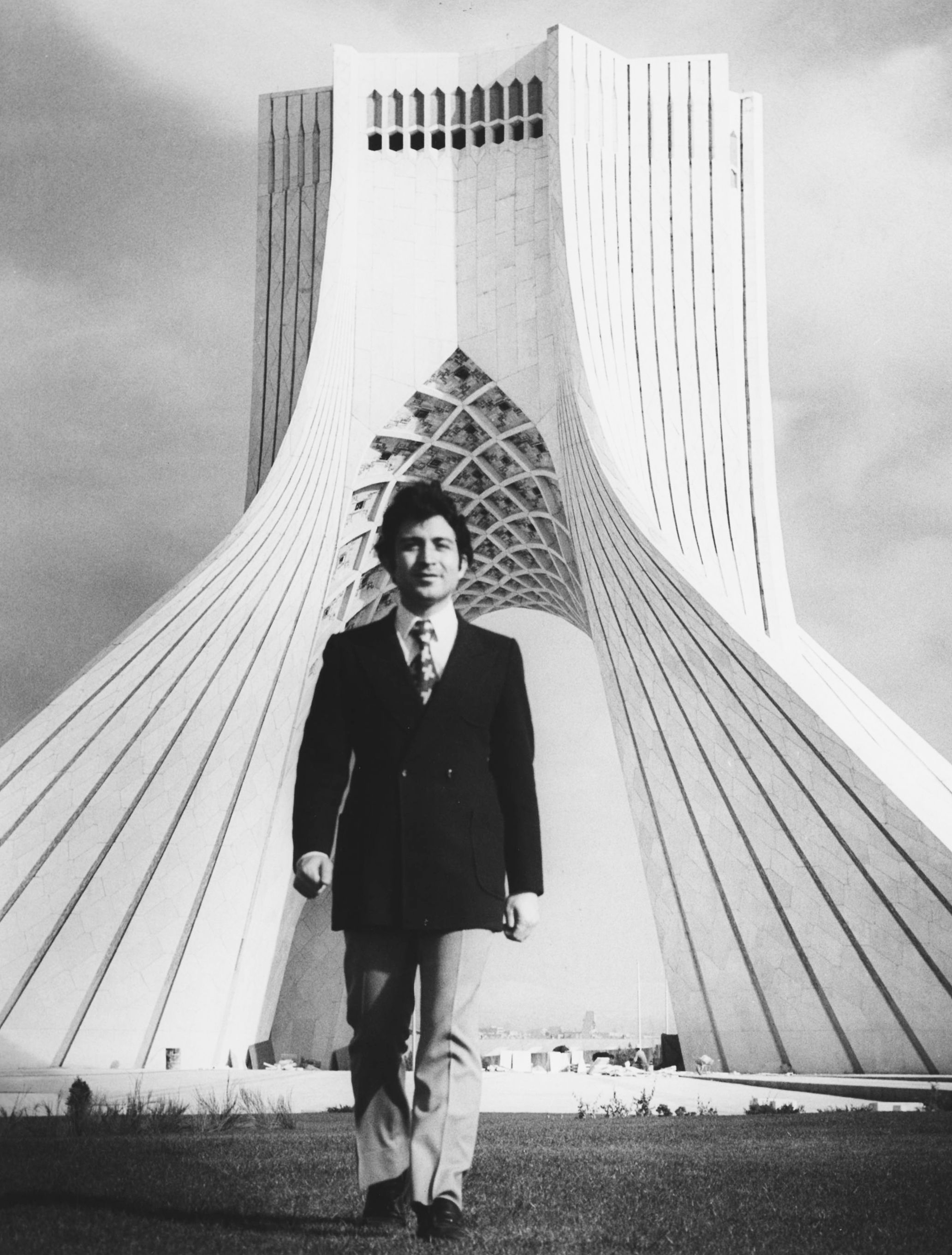
حسین امانت روبروی برج شهیاد
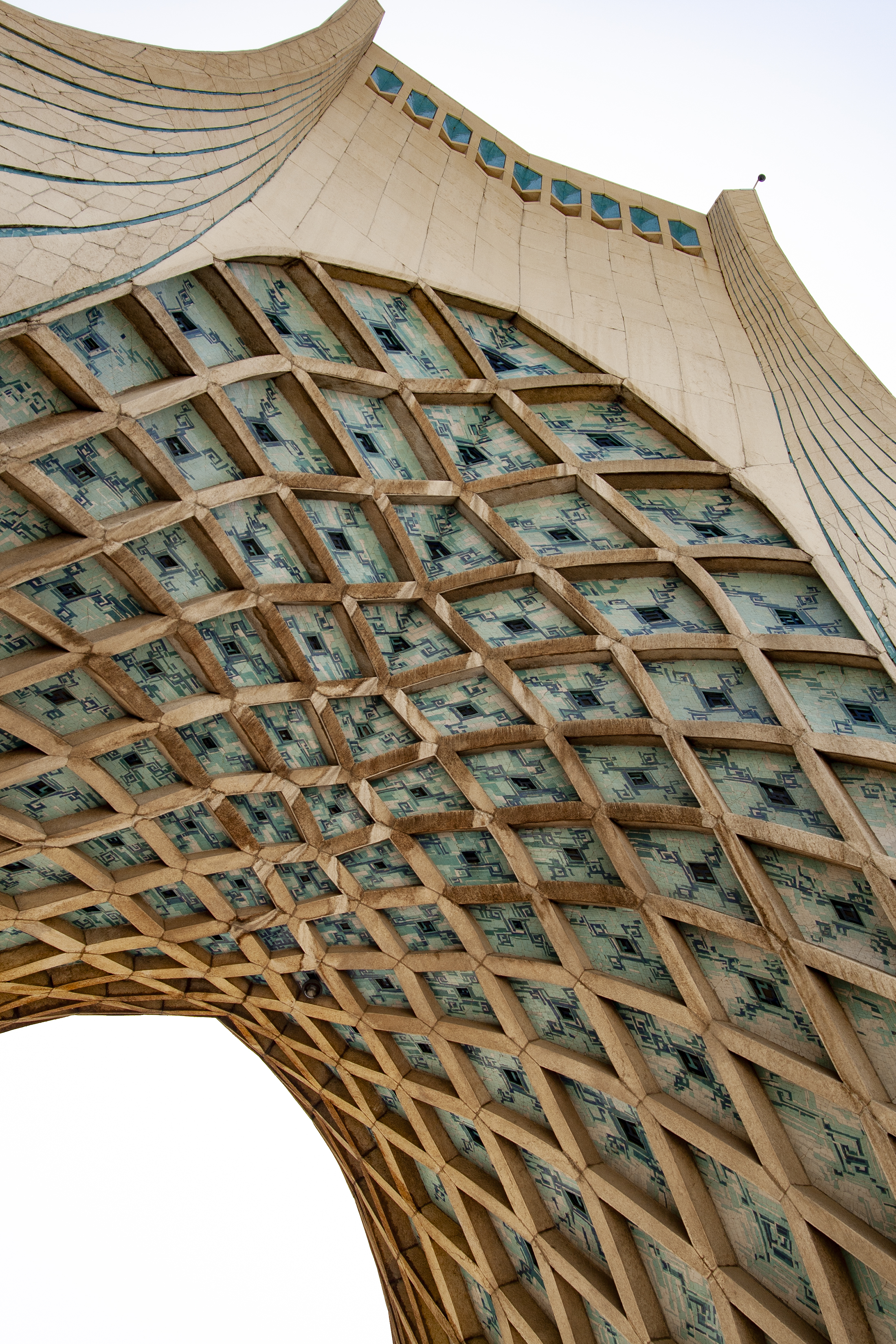
برج آزادی
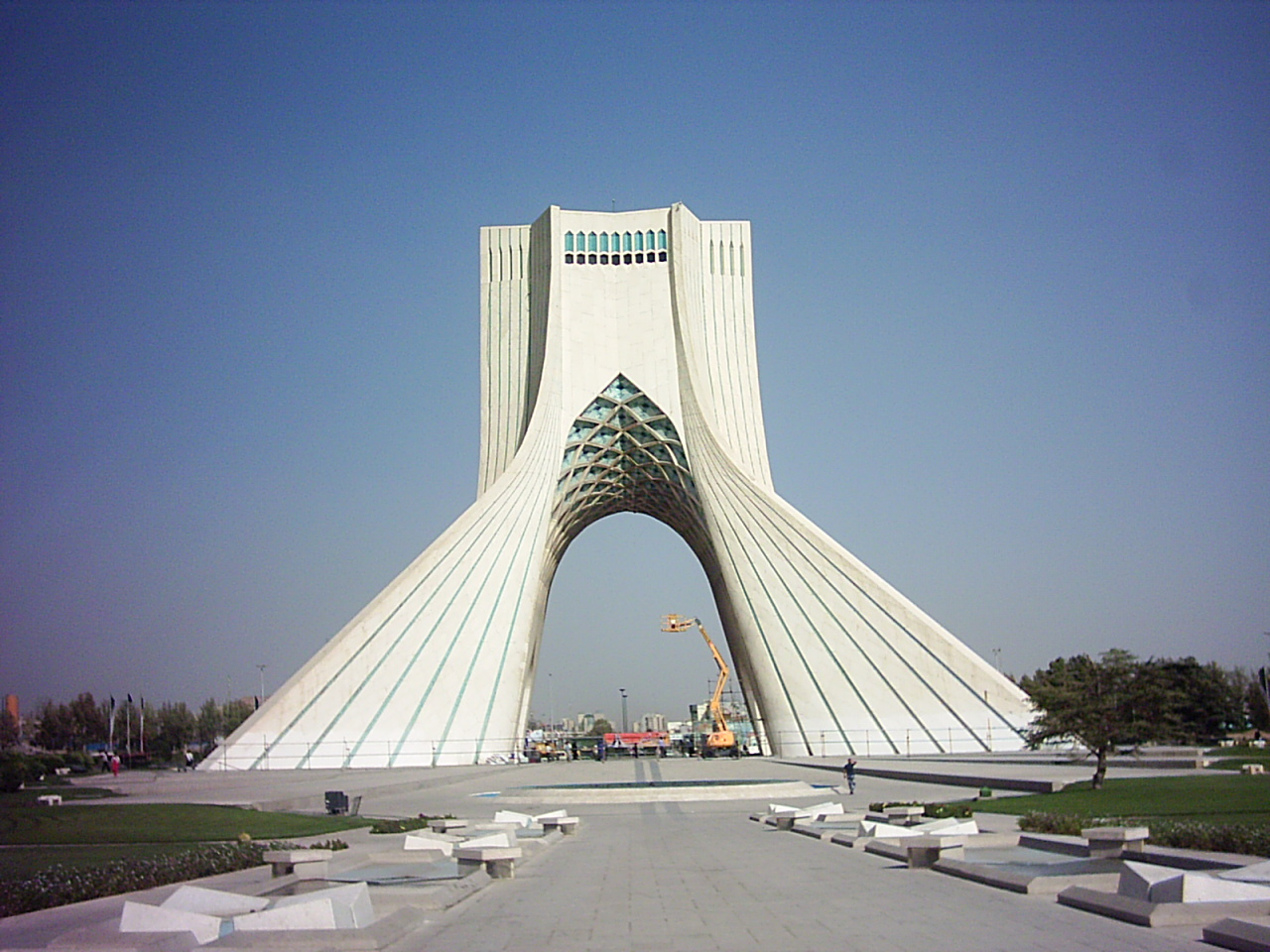
برج آزادی
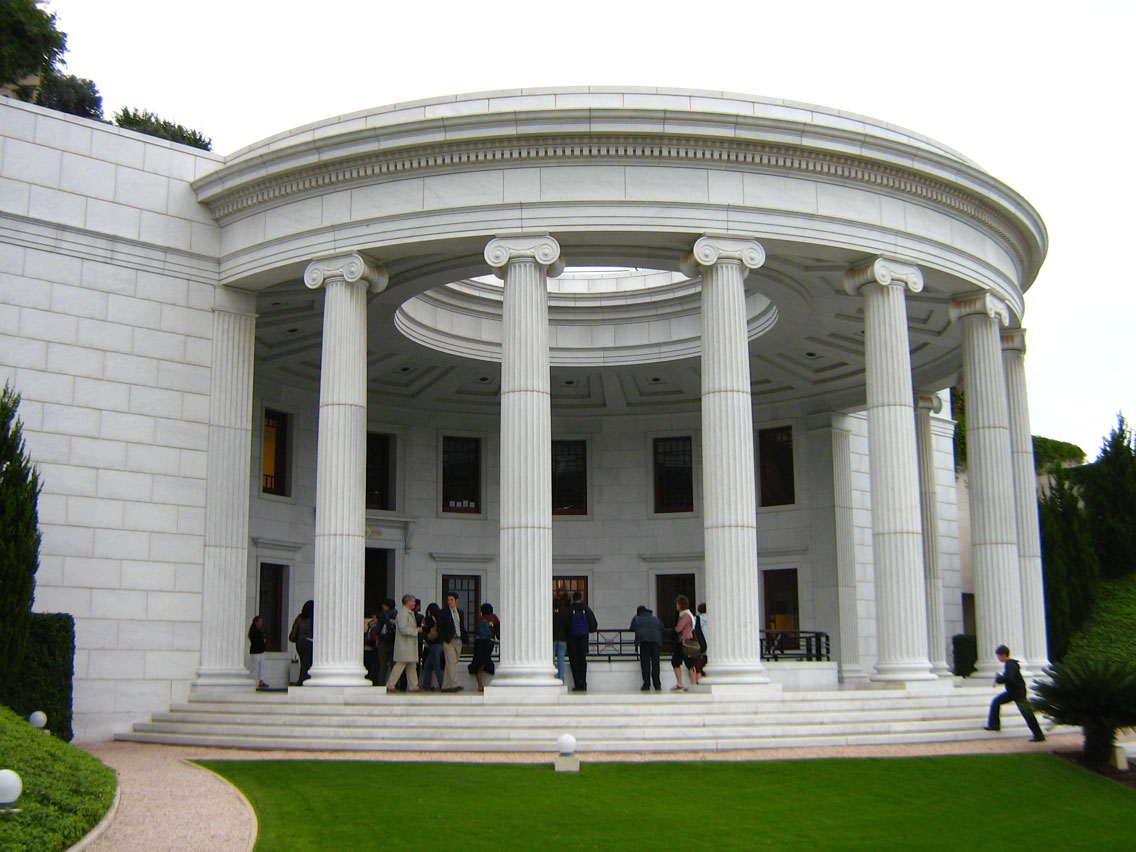
محفظه آثار بین‌المللی از ساختمان‌های حول مقام اعلی، مرقد باب در حیفا.
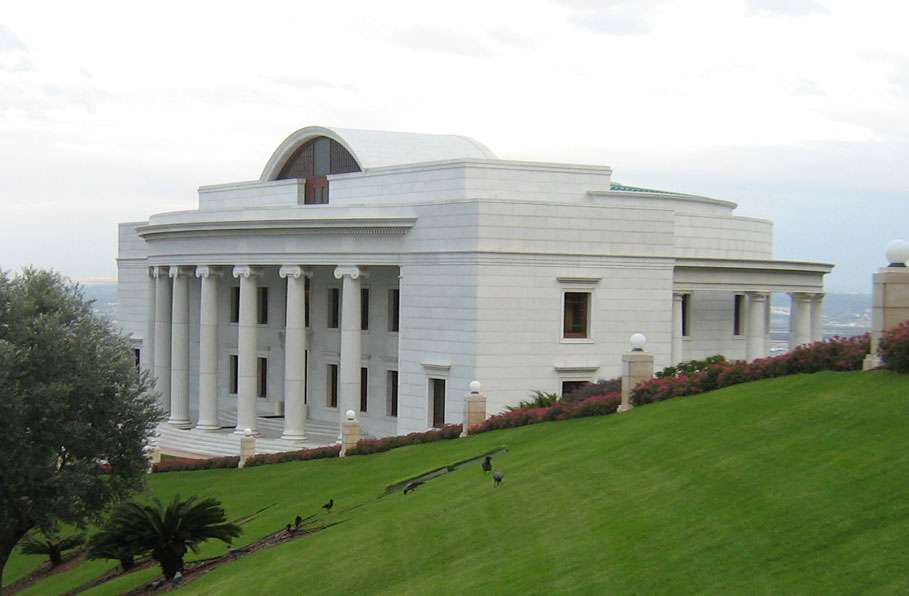
دار التبلیغ بین‌المللی از ساختمان‌های حول مقام اعلی
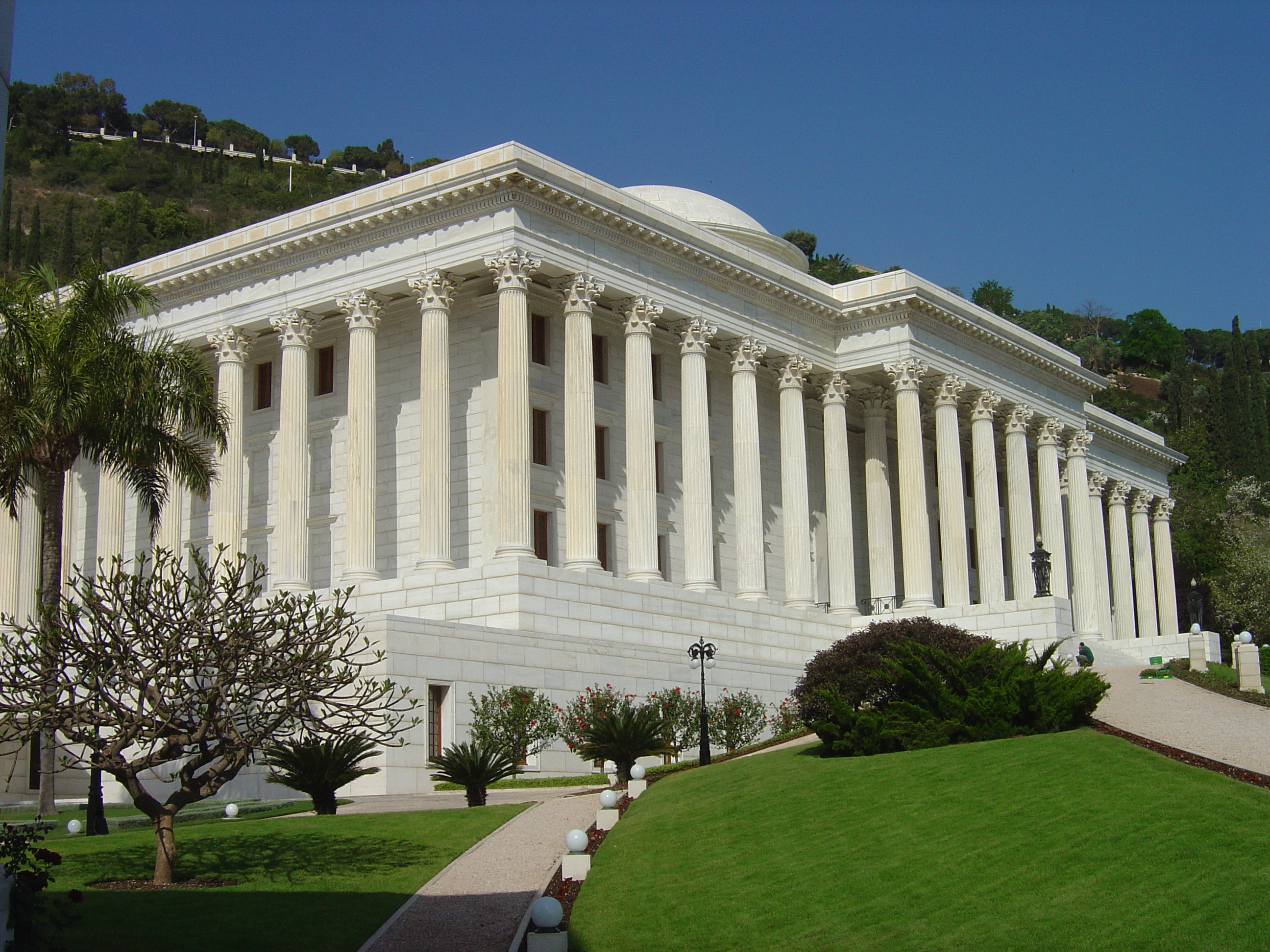
مقر بیت العدل اعظم در حیفا در اسرائیل
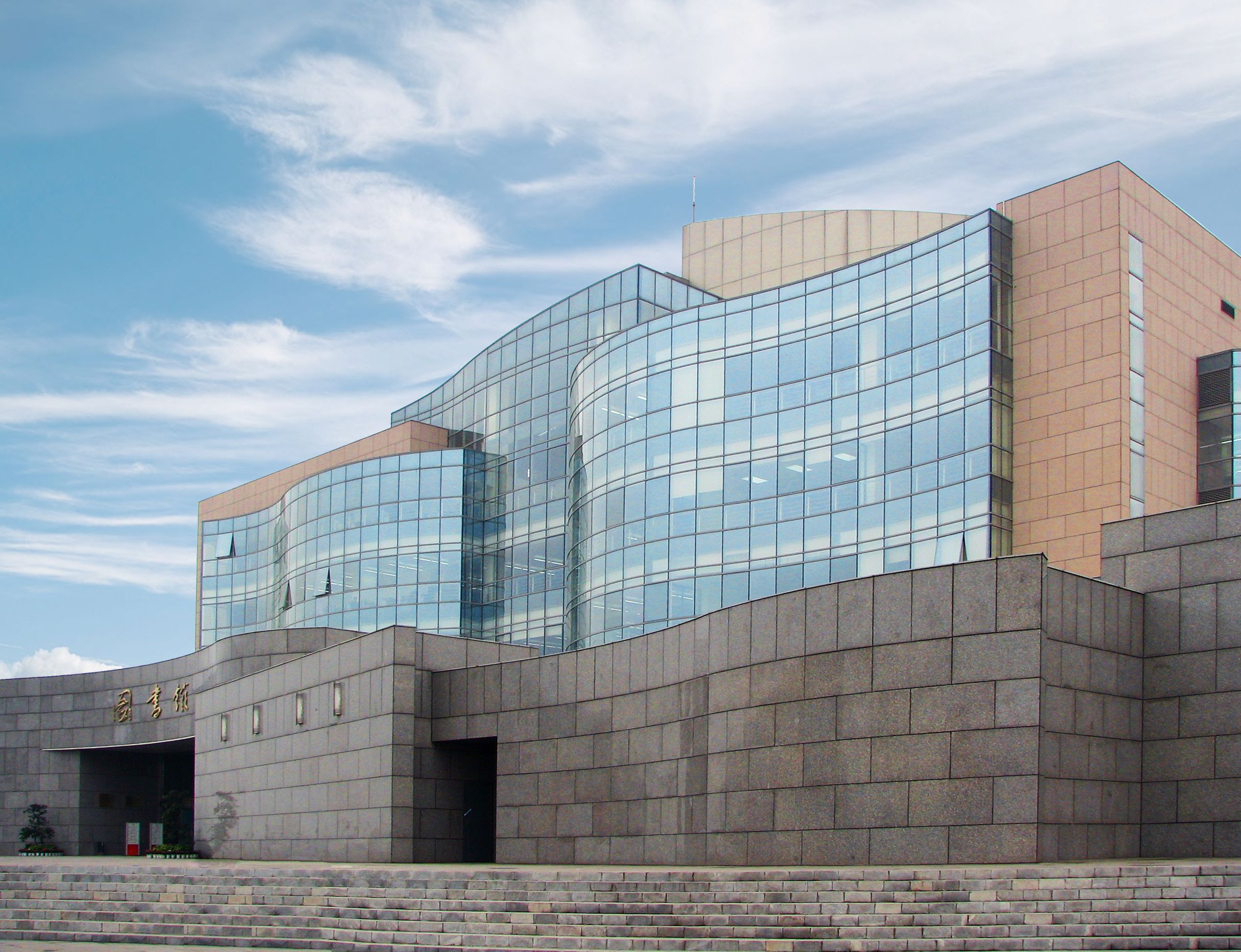
کتابخانهٔ جینگ‌آن در دانشگاه سیچوان در پکن در چین.
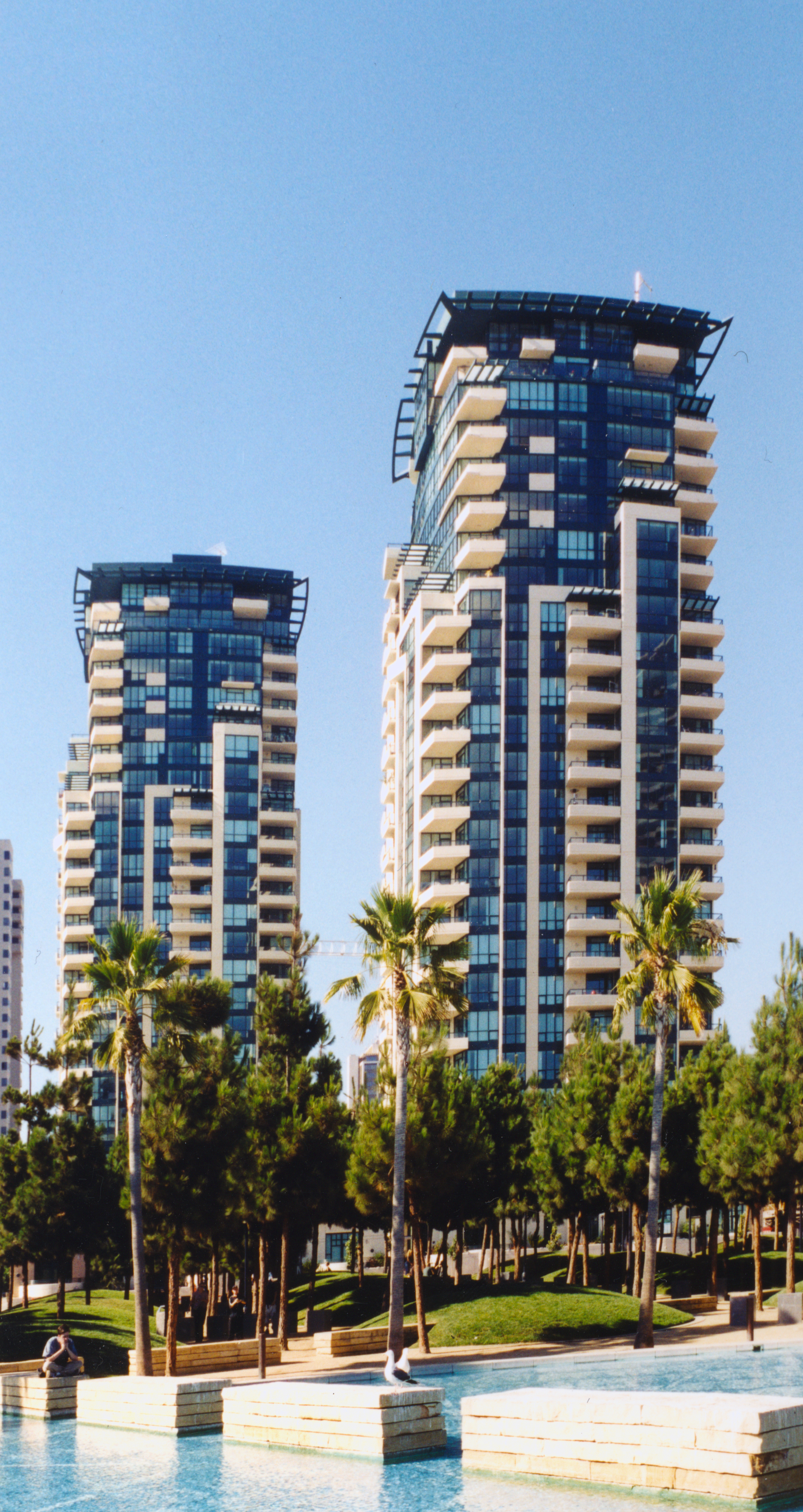
برج‌های هورایزن در ایالت کالیفرنیا در آمریکا
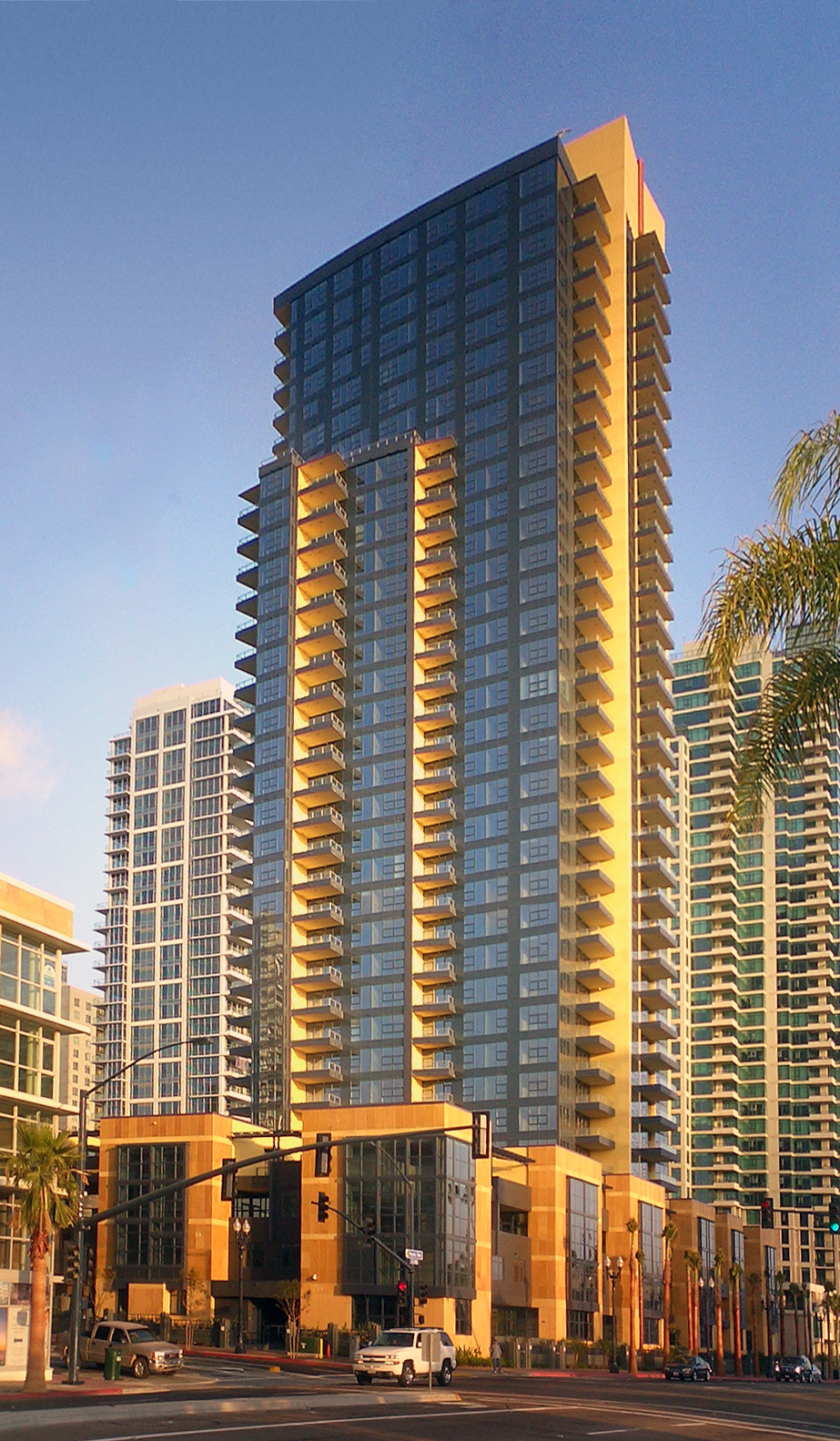
برج های مسکونی کنار خلیج در سن دیگو